# Бельское (Рязанская область)
Бельское — село в Спасском районе Рязанской области, входит в Федотьевское сельское поселение.

## Географическое расположение
Бельское расположено на севере области, в северо-восточной части района. Расстояние до Рязани 40 км (74 км по автодорогам), до Москвы 210 км.

## Природа
Бельское расположено в юго-восточной части Мещёрской низменности на правом берегу реки Белой, притока Пры. Ландшафты окрестностей села формировались под влиянием стока талых ледниковых вод последнего оледенения, эоловых процессов, заболачивания и человеческой деятельности. Основные элементы рельефа окрестностей: долины рек, водно-ледниковые междуречные равнины, осложненные песчаными палеодюнами и разделенные заболоченными и заторфованными понижениями.
К западу и юго-западу от села расположен водораздельный участок со слабохолмистой песчаной равниной. К востоку и северо-востоку от Бельского прослеживаются признаки долины стока древних ледниковых вод, которую унаследовали поймы современных рек. Самая высокая точка рельефа 110,6 м (1,5 км на юго-запад от бывшего аэропорта, юго-западная окраина села). Самая низкая точка рельефа 99,9 м (пойма Пры).
Крупнейшие реки окрестностей Бельского — Пра и её правый приток Белая (Белова, Казенная канава). Пра к середине апреля поднимается на 2,5-5 м и затапливает долину на 2-5 км. Расстояние от Бельского до речки Белая 1,5-2 км, до Пры 3,5 км.
Почвы Бельского болотные, песчаные, супесчаные и подзолистые с прожилками глин. Окрестности Бельского представляют собой чередование антропогенных и условно природных комплексов: сельскохозяйственные угодья, вырубки, восстанавливающиеся леса, лесные культуры, залежи разного возраста, пойменные луга, болота разных типов. Село расположено в подзоне хвойно-широколиственных лесов. Большая часть лесов в окрестностях — сосновые, реже елово-сосновые. Низины заняты зарослями чёрной ольхи и березняками. На залежах происходит возобновление сосново-мелколиственных лесов (сосна, береза, осина). В пойме Пры на небольших участках сохранились дубравы со значительной примесью мелколиственных пород.
Бельское расположено между двумя особо охраняемыми природными территориями:
- Национальный парк «Мещёра», 7 км до южной границы парка.
- Окский государственный природный биосферный заповедник, 9 км до юго-западной границы заповедника и 8 км до западной.

Это обуславливает сохранение разнообразной флоры и фауны в окрестностях Бельского. Во флоре представлены более 800 видов растений, 700 грибов, 200 видов мхов. Фауна позвоночных насчитывает 60 видов млекопитающих, 250 птиц, 40 рыб и др.. Для окрестностей Бельского обычны следующие виды:
- звери: лось, косуля, обыкновенный бобр, куница, заяц-беляк, белка, лисица, волк и др.
- птицы: глухарь, тетерев, серый журавль, серая цапля, кулик, вальдшнеп, соколиные, ястребиные, утки, гуси и др.
- рыбы: щука, плотва, лещ, язь, окунь, карась, вьюн, сом, красноперка и др.
- рептилии: обыкновенный уж, гадюка обыкновенная, веретеница, прыткая ящерица и живородящая ящерица.

## Население
| 1859 | 1897  | 1906  | 2010 |
| ---- | ----- | ----- | ---- |
| 1220 | ↗1733 | ↗2366 | ↘91  |

По состоянию на начало 2019 г. постоянное население Бельского составляет около 40 человек. Плотность населения окрестностей Бельского минимальная в районе 0,9 чел. на км.кв. (средняя по Спасскому району 9,7).

## История
В XIV—XV веках междуречье Пры и Белой известно как Жваловская бортная земля. На картах начала XV века отмечена река Белая и поселения в окрестностях Бельского.
Первое письменное упоминание о селе Бельском относится к 1567 (1568) году («Сотная грамота, данная писцами Иваном Юрьевичем Траханиотовым с товарищами на земельные владения рязанского и муромского владыки…»). В документе описание приводится совместно с селом Кидусово и ныне не сохранившимися поселениями Боевище и Медвежье: площадь обрабатываемых земель 227 га, площадь сенокосов 87 га. Число дворов в Бельском около 30.
В XVI веке основные виды хозяйственной деятельности населения Бельского: земледелие, скотоводство и бортничество. В Кидусове и Бельском бортничеством занималась 31 бригада.
В записях 1594—1597 годов в «Писцовых книгах Рязанского края» упомянуты первые бельские землевладельцы: Сатины и Левашовы. Число дворов в Бельском к началу XVII века не более 50.
В XVIII веке Бельское становится крупнейшим в округе поселением и получает статус волостного центра. В 1859 году число крестьянских дворов в Бельском 147. Численность населения 1220 человек. Крупнейшие помещики Бельского в XIX веке: Жеребцова (547 крепостных крестьян), Дементьев (38 крепостных).
В 1885 году число дворов в Бельском 175. Основные занятия местного населения: земледелие, скотоводство, лесные промыслы (лесозаготовка, изготовление древесного угля (углежоги), смолы, дёгтя).
Численность населения Бельской волости в начале XX веке 8129 человек. Общая численность населения Бельского с хуторами 2440 человек. В селе работали земская смешанная школа, казенная винная лавка, несколько дегтярных и лесопильных заводов, мельница, не менее десятка торговцев лесом основали в Бельском свои конторы. В соседнем Кидусове функционировала земская больница.
В 1905 году в Бельском состоялись крестьянские волнения. Несколько человек подверглись репрессиям. В 1918 году проходили протесты против установления большевистской власти. В октябре 1918 года в Бельской волости прошли массовые аресты. Недовольные советской властью по решению Спасского уездного Чрезвычайного Комитета были арестованы по обвинению в контрреволюционном выступлении. Через два месяца всех отпустили. В 1920—1930-х годах коллективизация и раскулачивание в Бельском проходили в мягкой форме. Первые аресты крестьян отмечены в 1937 году. Известны единичные случаи расстрелов крестьян-единоличников (Шилов Г. Т., осужден по ст. 58 УК РСФСР, расстрелян 01.10.1937 г.).
Первый Бельский колхоз получил название «Верный путь». Первую зарплату реальными деньгами крестьяне получили в 1940 году. Во время Великой Отечественной войны из Бельского на фронт ушло 534 человека, погибло 237 (почти каждый второй). Осенью 1941 года недалеко от Бельского была создана партизанская база. Шла подготовка к длительной партизанской войне.
В 1946 году в Бельском колхозе 478 хозяйств и 586 работающих. В 1960-е гг. Бельское стало крупным аграрным центром Спасского района. В колхозе выращивали: пшеницу, рожь, гречиху, овес, картофель, морковь, лук, капусту, свеклу. Поголовье крупного рогатого скота превышало 250 голов. Успешно работали свиноферма, птицеферма и овчарня. В 1970-х гг. Бельское вошло в состав совхоза «Веретинский», который прекратил свое существование в начале 1990-х гг. Высадка овощных культур в Бельском была прекращена в 1980-х гг., зерновых и зерно-бобовых в 1992 году. Последняя ферма закрыта в 1990 году. До начала 1990-х гг. в Бельском работала пилорама.

## Современное состояние
Основу хозяйства составляет аграрный сектор. Специализация сельскохозяйственного производства направлена в растениеводстве на выращивание зернобобовых, картофеля, овощей; в животноводстве на выращивании крупного рогатого скота молочно-мясного направления. В Бельском работают следующие агропредприятия: ИП Голиков Юрий Павлович, СПК «Родина».
Согласно Генеральному плану территория села Бельское разделена на зону сельского назначения: луга, пашни и действующие фермы; зону природно-рекреационного использования: пастбища, защитные леса. Под полигон ТБО выделена северо-восточная окраина села в пойме реки Белой, заливаемой при паводке, что нарушает правила и гигиенические требования, установленные к полигонам для ТБО в России.

## Достопримечательности
1. Церковь Благовещения Пресвятой Богородицы построена между 1896—1904 гг. Представляла собой деревянный храм обшитый тесом, трехъярусную колокольню (высота 23 метра) с каркасным шатром покрытым железом и комплекс хозяйственных построек. Численность населения церковной усадьбы в 1905 г. 7 человек. Настоятели храма: Смирнов (умер в 1906 г.), Иоанн Михайлович Юрьев (репрессирован в 1918 г.). Церковь в 1920-е годы закрыта[8]. В 1970-х местные жители разрушили и разобрали основной свод храма. Попытка повалить колокольню с использованием техники оказалась неудачной, но появился крен башни, который со временем увеличивался. До начала 1990-х г. территория церкви использовалась для хранения удобрений и сельскохозяйственной продукции. В настоящее время сохранился полуразрушенный деревянный сруб колокольни со сложившимся куполом. Сруб сильно поврежден, неоднократно подвергался действию огня в нижней части.
2. Бельское место рождения Героя Советского Союза Ивана Фроловича Клочкова. Иван Фролович отличился в битве за Берлин. В дальнейшем он генерал-майор, начальник курса Военно-артиллерийской академии, заместитель начальника Ленинградского высшего артиллерийского командного училища, народный депутат СССР (1989—1991). В Бельском сохранился родительский дом героя, где он родился и жил до 18 лет.
3. Кладбище села Бельское расположено на северо-западной окраине деревни. На территории кладбища сохранились погребения второй половины XIX века с характерными деревянными крестами и элементы оборонительных сооружений, созданные в 1941 году.

## Примечание
1. 1 2  Всероссийская перепись населения 2010 года. 5. Численность населения сельских населённых пунктов Рязанской области
2. ↑  Поселения / Спасский муниципальный район Рязанской области. Официальный сайт администрации. Дата обращения: 3 января 2019. Архивировано 4 января 2019 года.
3. ↑  80 лет Окскому государственному природному биосферному заповеднику / Памятные даты Рязанской истории. Дата обращения: 3 января 2019. Архивировано 4 января 2019 года.
4. ↑  Рязанская губерния. Список населённых мест по сведениям 1859 года — М.: 1863. — 170 с.
5. ↑  Населенные места Российской империи в 500 и более жителей с указанием всего наличного в них населения и числа жителей преобладающих вероисповеданий по данным первой всеобщей переписи населения 1897 г.: под ред. Н. А. Тройницкого — СПб.: 1905. — 270 с.
6. ↑  Населённые места Рязанской губернии. 1906 год — Рязань: 1906.
7. ↑  Стратегия социально-экономического развития Спасского муниципального района Рязанской области до 2030 года. Приложение к распоряжению администрации Спасского района от 26.12.2018 г. № 916-р. Дата обращения: 3 января 2019. Архивировано 4 января 2019 года.
8. 1 2 3 4 5 6 7 8 9  Синяков Е. В. Очерки истории села Бельское и его окрестностей Архивная копия от 4 января 2019 на Wayback Machine.
9. ↑  Книга памяти Рязанской области
10. ↑  Список предприятий агропромышленного комплекса Спасского муниципального района / Министерство сельского хозяйства и продовольствия Рязанской области. Дата обращения: 3 января 2019. Архивировано 4 января 2019 года.
11. ↑  СПК «Родина»
12. ↑  Федотьевское сельское поселение Спасского Муниципального района Рязанской области. Генеральный план поселения. Дата обращения: 3 января 2019. Архивировано 4 января 2019 года.
13. ↑  Полигоны твердых бытовых отходов. Проектирование, эксплуатация и рекультивация. Свод правил. М.: Министерство строительства и ЖКХ РФ. 2016. Дата обращения: 3 января 2019. Архивировано 4 января 2019 года.
14. ↑  СанПиН 2.1.7.1038-01 Гигиенические требования к устройству и содержанию полигонов для твердых бытовых отходов. Дата обращения: 3 января 2019. Архивировано 4 января 2019 года.

## Видеоматериалы
- «Жители сел Спасского района Рязанской области спасают единственную дорогу» (Материал ГТРК «ОКА», 5 апреля 2018 г.)
- Дорога через Кидусово в Бельское (весна 2018 г.)
- Река Пра в районе моста на Кудом.